# Takakia lepidozioides
Espèce
Takakia lepidozioides est une espèce de mousses de la famille des Takakiaceae, l'une des deux espèces de Takakia.

## Description
Les pousses de Takakia lepidozioides sont d'un vert vif. Leur croissance est acrocarpique.
Takakia lepidozioides se caractérise par ses minuscules feuilles bifides disposé de manière radiale et irrégulière dont chaque segment ne comporte que quelques cellules de large. Les feuilles sont cylindriques, effilées et divisées ou lobées deux à quatre fois et généralement tristrates.
La tige est composée d'une cuticule et d'un brin faiblement conducteur. Elle est dressée sur le substrat et n'est généralement pas ramifiée. Le long du système de rhizomes, les poils mucilages axillaires situés à la base des feuilles peuvent aider à la rétention d'humidité car Takakia lepidozioides ne tolère pas bien la dessiccation. Les nouvelles tiges se forment à partir des branches rhizomateuses intercalaires.
La reproduction asexuée est cauduque. Les feuilles tombent facilement et servent de propagules asexuées.
Une caractéristique très inhabituelle est l'absence de plantes mâles au sein de l'espèce, qui aurait disparu au cours d'une période glaciaire. Takakia lepidozioides s'est avérée être une mousse hautement adaptative. Au cours des 65 derniers millions d'années, des changements extrêmes du climat ont eu lieu, mais plusieurs adaptations moléculaires ont été observées chez cette espèce.

## Biotope et répartition

### Environnement
Takakia lepidozioides se développe particulièrement sur les rochers, proches des chutes d'eau, sur la toundra... Son type d'environnement est similaire à celui de Takakia ceratophylla. Sur le plateau tibétain, Takakia lepidozioides est enfouie sous la neige pendant huit mois, puis est exposée à un rayonnement solaire intense le reste de l’année.

### Répartition géographique
Cette mousse était majoritairement présente sur la côte ouest de l'Amérique du Nord, puis le long de la façade maritime japonaise, en Asie du Sud-Est et au Nord de l'Europe. Toutefois, actuellement, leur présence diminue et ces espèce sont de moins en moins recensées.

## Classification
Les feuilles de Takakia lepidozioides comportent des gouttes d'huile ce qui pourrait s'assimiler à une hépatique. C'est au XXe siècle que de nouveau spécimen furent mis au jour et que les bryologues se repenchèrent sur sa classification. Ces plantes comprenaient beaucoup de caractéristiques inhabituelles ce qui entraîna la création d'un nouveau genre (Takakia) qui fait partie des Bryophyta.

## Risque d'extinction
Cette espèce est menacée par le réchauffement climatique. Cette modification trop rapide de leur biotope, avec une température moyenne augmentant de 0,43 °C chaque année, va contraindre les Takakia à s'adapter promptement face au risque de disparaître.